# 大四喜 (宮村優子のアルバム)
『大四喜』（だいすーしー）は、宮村優子の8枚目のアルバムである。1999年8月25日、ビクターエンタテインメントより発売。

## 解説
- 前作『鶯嬢』からわずか3ヶ月と言う短いサイクルでリリースされた。ただ『鶯嬢』は企画ミニアルバムだった為、フルアルバムとしては『産休〜Thank You〜』以来1年1ヶ月ぶりとなる。なお今作がオリジナルアルバムとしては2014年現在最新作となっている。
- タイトルの「大四喜」とは、麻雀における役のひとつで、4つの風牌（東・南・西・北）を4面子1雀頭に含めて和了した時に成立する役満のことである。
- 作家陣は企画ミニアルバム『魂』『鶯嬢』からの流れを引き継いでおり、関口和之や大槻ケンヂ等の従来の作家陣に加え、破矢ジンタ（JITTERIN'JINN）がかかわっている。

## 収録曲
| #         | タイトル                       | 作詞                        | 作曲                                        | 編曲                        | 時間  |
| --------- | ------------------------------ | --------------------------- | ------------------------------------------- | --------------------------- | ----- |
| 1.        | 「ノストラちゃんまつり」       | みやむらゆうこ              | 長谷川智樹                                  | 長谷川智樹                  | 3:13  |
| 2.        | 「名探偵は人生を答えず」       | 大槻ケンヂ                  | 関口和之                                    | 長谷部徹                    | 4:43  |
| 3.        | 「福の神」                     | 破矢ジンタ（JITTERIN'JINN） | 破矢ジンタ（JITTERIN'JINN）                 | 破矢ジンタ（JITTERIN'JINN） | 3:23  |
| 4.        | 「Ruktun or Die」              | 平沢進                      | 平沢進                                      | 平沢進                      | 3:20  |
| 5.        | 「12才の旗」                   | 戸川純                      | 中原信雄                                    | 中原信雄                    | 4:41  |
| 6.        | 「大四喜」                     | 破矢ジンタ（JITTERIN'JINN） | 破矢ジンタ（JITTERIN'JINN）                 | 破矢ジンタ（JITTERIN'JINN） | 3:04  |
| 7.        | 「けっせらせら」               | 弥勒                        | ΦKI（THE STREET BEATS）                     | 三柴理・塩野啓一            | 2:15  |
| 8.        | 「秘密結社〜金曜日の黒ミサ〜」 | 戸川純                      | 戸田誠司                                    | 戸田誠司                    | 4:23  |
| 9.        | 「途中でねるな」               | 大木トモユキ・長谷川ヒロシ  | 大木トモユキ・長谷川ヒロシ                  | 三柴理・塩野啓一            | 2:46  |
| 10.       | 「褌ファイター」               | 横山武                      | 野村義男                                    | 野村義男                    | 3:44  |
| 11.       | 「おめでたパンダ」             | みやむらゆうこ              | 長谷部徹                                    | 長谷部徹+straight 2 heaven  | 4:43  |
| 12.       | 「山道と観世音」               | 三柴理                      | 三柴理                                      | 三柴理                      | 3:06  |
| 13.       | 「僕の体温は37.5℃」            | みやむらゆうこ              | みやむらゆうこ・破矢ジンタ（JITTERIN'JINN） | 破矢ジンタ（JITTERIN'JINN） | 3:04  |
| 合計時間: | 合計時間:                      | 合計時間:                   | 合計時間:                                   | 合計時間:                   | 46:25 |

## 楽曲解説
1. ノストラちゃんまつり
「ノストラ」とはフランスの予言者ノストラダムスの事、予言がはずれたらお祝いしようと言う世界観で宮村本人が作詞を手掛けた楽曲。
2. 名探偵は人生を答えず
今作からの先行シングルカット楽曲、NHK教育ドラマ「双子探偵」主題歌。
3. 福の神
歌詞の中に神様の名前を並べた後、サビの部分をひたすら繰り返す楽曲。
JITTERIN'JINNの歌唱版も存在するが、JITTERIN'JINNのファンクラブ入会特典として配布されたのみで（JITTERIN'JINN#シングル参照）2020年現在、一般に市販されていない。
4. Ruktun or Die
「ルクトゥンオアダイ」と読む、「ルクトゥン」とはタイ語で「歌謡曲」を意味し、楽曲を手掛けた平沢が「音楽的に"死人が出るほど激しい"というタイの大衆音楽」であることを知り、このようなタイトルになったと言う、なお平沢自身も後に「Luuktung or Daai」のタイトルでセルフカバーしている（ただし歌詞は一部異なり、男性口調に直されている）。
5. 12才の旗
YAPOOSメンバーが手掛けた楽曲、歌詞は初潮のことをテーマにしている。2019年にYAPOOSがリリースしたアルバム『ヤプーズの不審な行動 令和元年』の中でセルフカバーされた。
6. 大四喜
アルバムのタイトルチューン、歌詞の中に麻雀の役を入れた遊び心が入っており、アレンジも中国風になっている。
7. けっせらせら
8. 秘密結社〜金曜日の黒ミサ
前作『鶯嬢』に収録された「女性的な、あまりに女性的な」に続く、YAPOOSメンバーが手掛けた楽曲。宗教的な恐ろしい儀式の後でそれよりも恋の方がもっと残酷と言う結論に至る楽曲。
9. 途中でねるな
カステラのカバー曲で、原曲は同バンドがまだインディーズで活動していた頃に自主制作でリリースしたアルバムに収録されていた。
10. 褌ファイター
「祭り」をテーマにした楽曲。
11. おめでたパンダ
もうすぐ子供が産まれるという歌で、イントロと間奏にラマーズ法の呼吸法が使われている。
12. 山道と観世音
新東京正義乃士のカバーだが、アレンジは三柴自身のピアノ弾き語りである。
13. 僕の体温は37.5℃
作詞は宮村が一人で担当し、作曲は宮村と破矢との共作、リリース当時はノンタイアップだったが、後に当時TBS系列で深夜に放映されていたバラエティ番組「ワンダフル」内にて放映されたテレビアニメーション「COLORFUL〜カラフル〜」の主題歌に起用された。

## 参加ミュージシャン
| ノストラちゃんまつり - Drums：阿部耕作（ザ・コレクターズ） - E.Bass：沖山優司 - Keyboards＆Guitars：長谷川智樹 - Synthesizer Programming＆Manipulator：斎藤茂彦 名探偵は人生を答えず - Guitars：隅田順 - Chorus：Dawn Moore・Julianne・Suzi Kim - Other Instruments：長谷部徹 福の神 - Performer：JITTERIN'JINN - Chorus：Serena Ruktun or Die - All Instruments：平沢進 12才の旗 - 琴：Jiang Xiao-Qing - Rhythm Tracks：松林正志 - E.Bass＆Other Instruments：中原信雄 大四喜 - Performer：JITTERIN'JINN けっせらせら - Rhythm Tracks：松林正志 - Synthesizer Programming：三柴理・塩野啓一 - A.Piano＆Chorus：三柴理 | 秘密結社〜金曜日の黒ミサ〜 - Script：鈴木誠 - Voice：鈴木誠・宮村優子 - Chorus：宮村優子 - All Instruments：戸田誠司 途中でねるな - Synthesizer Programming：三柴理・塩野啓一 - A.Piano＆Chorus：三柴理 褌ファイター - Drums：熊丸久徳 - E.Bass：渡辺英樹 - Guitars：野村義男 - Keyboards：添田啓二 - Chorus：宮村優子・1スタ祭ばやし保存協会青年団 おめでたパンダ - All Instruments：長谷部徹・straight 2 heaven 山道と観世音 - A.Piano：三柴理 僕の体温は37.5℃ - Performer：JITTERIN'JINN |